# Ernst Meier (Politiker, 1897)
Ernst Meier (* 7. Juni 1897 in Weisslingen; † 29. Januar 1979 in Baden AG), heimatberechtigt in Einsiedeln, war ein Schweizer Politiker (KVP) sowie Gewerkschafter.

## Biografie

### Familie und Beruf
Ernst Meier, Sohn des Schuhmachers Josef Zeno Meier sowie der Elisabetha geborene Wintsch, absolvierte nach dem Pflichtschulabschluss zwischen 1912 und 1916 eine Lehre als Maschinenschlosser bei  Brown, Boveri & Cie. (BBC) in Baden. Dort war er in der Folge seit 1917 als Vorarbeiter eingesetzt, 1927 wechselte Meier als Sekretär zum Aargauischen Verband Christlichsozialer Arbeiterorganisationen, 1938 wurde er zum Kreissekretär des  Christlichen  Metallarbeiterverbands der Schweiz bestellt, dem er von 1945 bis 1964 als Präsident vorstand.
Darüber hinaus präsidierte Ernst Meier seit 1918 die Sektion Baden des Christlichen Metallarbeiterverbands, von 1948 bis 1963 den Aargauischen Verband Christlichsozialer Arbeiterorganisationen sowie von 1957 bis 1967 die Christliche Sozialbewegung der Schweiz. Ernst Meier war in den Vorständen des Christlichnationalen Gewerkschaftsbunds der Schweiz sowie des Internationalen Bundes christlicher Metallarbeiterorganisationen vertreten.
Ernst Meier, der 1929 die aus Würenlos stammende Bertha geborene Vogt ehelichte, verstarb 1979 81-jährig in Baden.

### Politische Funktionen
Der der  Schweizerischen Konservativen Volkspartei (KVP) beigetretene Ernst Meier gehörte von 1929 bis 1949 dem Aargauer Grossrat an. 1942 wählte ihn das Volk in den Nationalrat, in dem er bis 1963 einsass. 